# Euxoa rabiosa
Euxoa rabiosa är en fjärilsart som beskrevs av Corti 1931. Euxoa rabiosa ingår i släktet Euxoa och familjen nattflyn. Inga underarter finns listade i Catalogue of Life.